# Beaucaire (Gers)
Beaucaire település Franciaországban, Gers megyében. Lakosainak száma 246 fő (2022. január 1.). Beaucaire Ayguetinte, Bezolles, Castéra-Verduzan, Lagardère, Rozès és Valence-sur-Baïse községekkel határos.

## Népesség
A település népességének változása:
| Lakosok száma | 345  | 297  | 277  | 286  | 283  | 277  | 256  | 246  | 239  | 246  |
|               | 1968 | 1982 | 1999 | 2006 | 2011 | 2015 | 2017 | 2018 | 2020 | 2022 |